# Road Runners MC
Der Road Runners MC ist ein aus Polen stammender Outlaw Motorcycle Club.

## Entstehungsgeschichte
Die Anfänge des Road Runners MC reichen bis in das Jahr 1978. Bei der Entstehung des Clubs war dessen Name VC 1978, was von der Abkürzung für Veteran Club 1978 abstammte. Der Name und die heutigen Farben des Clubs wurden erst ein paar Jahre später angenommen. Der Name Road Runners stammt von den, zur damaligen Zeit von den Clubmitgliedern bevorzugt verwendeten, Typ der Motorradreifen ab. Als Backpatch wurde ein geflügeltes Rad und als Clubfarben schwarz und gelb gewählt.
Der Road Runners MC ist der älteste aus Polen stammende Motorradclub. Über die Jahre weitete sich der Wirkungsgrad des Clubs, von ursprünglich Schlesien, auf ganz Polen aus. Im Jahr 2005 verstarb der Gründer und Präsident des Clubs Miroslaw Miro Stefanczyk. Er soll maßgeblich an der Entstehung der Motorrad- und Rockerszene in Polen beteiligt und bereits zu seinen Lebzeiten eine Legende unter den polnischen Motorradfahrern gewesen sein. Zu seiner Beerdigung kamen Motorradfahrer aus der ganzen Welt zusammen. Der Road Runners MC ist einer der Initiatoren und Vorstandsmitglied des Kongres Polskich Klubów Motocyklowych, eines Dachverbands der polnischen Motorradclubs.

## Chapter
Es entstanden im Laufe der Jahre 17 polnische Chapter, die teilweise nach Absolvierung einer Probezeit, unter dem Namen Road Runners MC fahren. Im Jahre 2005 wurde das erste Chapter im Ausland ins Leben gerufen – das Chicago Prospect Chapter in den USA, welches am 27. Mai 2006 als Road Runners MC Chicago Chapter die volle Mitgliedschaft im Club erlangte. Im März 2006 wurde das Road Runners MC Nomads Chapter gegründet, um den Mitgliedern, die aufgrund Auswanderung, bzw. Wohnortwechsel ihre Chapter verlassen mussten, die Möglichkeit zu geben Mitglied des Clubs zu bleiben.
Im Jahre 2007 wurde in Wien (Österreich) eine, den Club unterstützende, Gruppe mit dem Namen RR Support Crew Austria gegründet, welche nach 2-jähriger Supporttätigkeit ab September 2009 als Vienna Prospect Chapter geführt wurde und aktuell als Road Runners MC Nomads ein Vollmitglied der "Road Runners Nation" ist.
Derzeit ist der Road Runners MC mit folgenden Chaptern vertreten:

### Polen
- Motherchapter[1]
- Białystok
- Jaworzno
- Jędrzejów
- Skarżysko-Kamienna
- South-East
- Lublin
- Warszawa
- Kielce
- Biała Podlaska
- Częstochowa
- Kołobrzeg
- Jarosław
- Nomads Poland
- Bytom
- Prospect Chapter Kraśnik
- Prospect Chapter Ruda Sląska

### USA
- Chicago, IL[2]

### Österreich
- Nomads Austria

### Belgien
- Belgium[3]
- Prospect Chapter Brussels[4]

## Unterstützende Gruppen (Supporter)
- DaggeRRs MC Poland
- GladiatoRRs MC Poland
- CobRRa MC Poland

## Verdacht auf kriminelle Aktivitäten
Mehrfach wurden einzelne Mitglieder des Road Runners MC verdächtigt mit verschiedenen kriminellen Aktivitäten in Verbindung zu stehen, bis im Dezember 2006 mehrere Mitglieder, unter ihnen auch der Vorstand des Clubs, vom polnischen Bundeskriminalamt Centralne Biuro Śledcze verhaftet wurden. Die Anklage lautete unter anderem auf Bildung einer kriminellen Organisation. Der Verdacht bestätigte sich nicht und alle, bis auf ein Mitglied, das während der Untersuchungshaft unter ungeklärten Umständen verstarb, wurden im Jahre 2007 aus der Untersuchungshaft entlassen. Die Medienberichte rund um die Verhaftung wurden vom polnischen Regisseur und Filmemacher Sylvester Latkowski kritisiert. Latkowski plant einen Film über den Motorradclub, den er persönlich kennengelernt haben will, zu drehen.
Auch in Österreich gab es seitens der Behörden eine Reaktion auf die Gründung des Vienna Prospect Chapters. Bei einer Durchsuchung der Club-Räumlichkeiten im 16ten Wiener Gemeindebezirk, sowie einiger Wohnungen der Mitglieder durch die Kriminalpolizei Wien wurden zahlreiche Schusswaffen, sowie Hieb- und Stichwaffen sichergestellt. Laut österreichischer Polizei wurden ebenfalls „Spuren von Drogen, im besonderen Amphetaminen“ gefunden, was von den Mitgliedern des Clubs bestritten wird. Die Ermittlungen sind noch nicht abgeschlossen.

## Karitative Tätigkeit
Der Road Runners MC war und ist Initiator und Veranstalter mehrerer Events mit karitativem Zweck. So findet jedes Jahr auf der Hard Core Party in Skarżysko-Kamienna, der größten Veranstaltung der Road Runners, eine Sammlung und Versteigerung eigens gefertigter goldener und silberner Treffenabzeichen zugunsten schwer erkrankter Kinder statt. Kleinere Sammlungen und Versteigerungen finden auch bei den anderen Veranstaltungen der Road Runners statt.
Weiters ist der Verein Mitinitiator und Organisator einer landesweiten Aktion unter dem Namen MotoSerce (frei übersetzt Motor-Herz), bei der jedes Jahr alle Motorradfahrer in Polen zum Blutspenden aufgerufen werden.
Das Chapter in Białystok unterstützt darüber hinaus noch ein polnisches Kinderheim in Supraśl. Es wurden seitens des Vereins Fahrräder für die Kinder gespendet sowie Hilfe bei den Renovierungsarbeiten der Heimräumlichkeiten geleistet.

## Namensgleichheiten
In Deutschland, der Schweiz und den USA existieren weitere Motorradclubs mit dem Namen Road Runners MC, jedoch soll es sich dabei um zufällige Namensgleichheiten handeln und nicht um Ableger des polnischen Clubs.